# البنشواند
البنشواند (به آلمانی: Elbenschwand) یک منطقهٔ مسکونی در آلمان است که در Kleines Wiesental واقع شده‌است. البنشواند ۱۶۴ نفر جمعیت دارد.